# Schießbach (Bühler)
Der Schießbach ist ein Bach in der Gemeinde Obersontheim im Landkreis Schwäbisch Hall im nordöstlichen Baden-Württemberg von 1,7 km Länge, der im gleichnamigen Hauptdorf der Gemeinde von links in die Bühler mündet.

## Geographie

### Quelle und Verlauf
Der Schießbach entspringt gut 100 m südlich der zum Kreisel ausgebauten Kreuzung von Landesstraße 1066 und Landesstraße 1060 am Südwestrand von Obersontheim zwischen zwei Viehweiden in einer v-förmigen Rinne auf etwa 388 m ü. NN. Die Rinne setzt sich aufwärts weiter als zuweilen wasserführender Begrenzungs- und Feldweggraben fort; 200 m südöstlich der genannten Quelle liegt in einer Wiese eine fast immer nasse Kuhle, aus der bei feuchtem Wetter in diesen Grabenzug merklich Wasser einströmt.
Zwischen den zwei Viehweiden zieht der Schießbach nördlich auf den Kreisel zu, unter ihm verrohrt hindurch und wendet sich dann vor dem Feuerwehrhaus des Dorfes in einer Wiese in von Brunnenkresse bewachsenem Bachbett nach Osten. Am Gelände der Feuerwehr nimmt er heute von links seinen längeren Oberlauf aus der Frauenklinge auf, dann erreicht ein winziges Gehölz. Unmittelbar bevor er anschließend die L 1066 schräg unterquert, liegt am Lauf ein Teilungsbauwerk, das bei hohen Wasserstand über eine Schwelle einen Teil des Wassers in ein gut 15 Ar großes, durch Gehölzanpflanzungen gut verstecktes Rückhaltebecken links des Laufes einströmen lässt.
Der Bach unterquert, kurz nachdem er an diesem vorbeigezogen ist, einen Feldweg und zieht dann weiter nach Osten durch seine mehr und mehr eingetiefte Talmulde, deren Grund in private Schrebergärtenstreifen eingeteilt ist. An einer Stelle läuft er hier durch eine flach betonierte Rinne, an manchen Stellen erkennt man Schöpfkuhlen der Freizeitgärtner, anderswo fließt er in kleinen Mäandern um Baumwurzeln herum, zuletzt teilt er ein Grundstück, auf dem alte knotige Korbweidenstrünke seinen Lauf säumen. Danach zieht er durch eine Viehweide, an deren rechtem Hang man deutlich drei natürliche Terrassierungsebenen erkennt, und tritt dann beim Obersontheimer Friedhof in den Siedlungsbereich des Dorfes ein. Hier dreht er sich  nach Norden und fließt im Ortsbereich dann unterhalb der platzartig breiten Bachstraße unterirdisch verdolt. Kurz vor ihrem Ende tritt er zwischen Haushinterwänden noch einmal für einige Meter ans Licht, sein Bett ist hier in rechteckigem Trog künstlich gefasst. Dann unterquert er in nun betoniertem und gedeckeltem Kanal die Hauptstraße und mündet eine Grundstückslänge weiter auf etwa 365 m ü. NN, etwa 1,7 km unterhalb seiner Quelle, von rechts in die Bühler, die hier im Rückstaubereich des Wehrs an der Koppenmühle unter hohen Bäumen nur träge fließt.
Bei Starkregen kann zeitweilig der am Kreisel zulaufende Straßengraben der L 1066 dem Bach ein Mehrfaches der eigenen Schüttung zuführen.
Vor dem Bau des Rückhaltebeckens und der Anlage einer Geländerinne neben dem Koppenmühlenwehr etwas weiter unterhalb an der Bühler, durch die bei hohem Wasserstand heute ein Teil des Wassers, das Wehr umgehend, direkt ins Unterwasser fließt, soll es an der Mündung fast jährlich zu Überschwemmungen im Bereich der Hauptstraße gekommen sein.

### Linker Oberlauf aus derFrauenklinge
Der am Grundstücksrand des Feuerwehrhauses mündende linke Oberlauf entsteht in der Frauenklinge auf etwa 410 m ü. NN. Dort liegt ein kleiner Stauweiher, oberhalb dessen der kleine, anfangs stark mäandrierende Bacheinschnitt bis an den Westrand des Waldes weiter bergwärts zu verfolgen ist, zuletzt nur mehr als halbmetertiefe, trocken-lehmige Mulde, in der sich Laub sammelt und durch die offenbar nur bei seltenen Starkregen Wasser fließt. Abwärts vom Weiher dagegen führt das Bett meistens Wasser. Von hier zieht dieser Lauf östlich durch die Frauenklinge und tritt dann in die Flur des Birngründles ein, wo er zunächst einen kleinen Teich speist. Nach diesem zieht er neben einer winzigen Waldinsel auf seiner Rechten durch eine kleine Wiesenmulde und erfährt dabei von rechts etwas Zufluss. Auf dieser Seite liegt auch ein kleiner beständiger Sumpf über der Mulde. Dann läuft er zwischen zwei großen Feldern begradigt neben einem Feldweg, hier säumen einige Bäume sein Grabenbett. Kurz nach einer unter Naturschutz stehenden Eiche an deren Alttrasse läuft er in einem Rohr neben einer Fußgängerunterführung unter der L 1060 hindurch und erreicht gleich das Eck der Kärcherstraße im Gewerbegebiet, von wo er seit wenigen Jahren (Stand 2016) südwärts in einem Graben dem Feuerwehrgelände entlang die letzten etwa 50 Meter zum rechten Oberlauf zieht und in einem kleinen Wiesenstück in diesen wasserreicheren, aber deutlich kürzeren Lauf mündet. Der linke Oberlauf hat eine Länge (ab Bergende des Teichs in der Frauenklinge) von etwa 1,4 km. Sommers führt er zuweilen auch an der Mündung kein Wasser.

### Einzugsgebiet
Der Schießbach hat ein Einzugsgebiet von 2,0 km² Größe, das im Unterraum Vellberger Bucht des Naturraums Hohenloher und Haller Ebene liegt. Sein höchster Punkt liegt am Südwesteck auf 444,9 m ü. NN auf dem Mittelfischacher Weinberg in der Nähe eines Wasserreservoirs im Wald des Hohenstücks. Mit 439,6 m ü. NN nicht sehr viel niedriger ist der zweithöchste Punkt nahe dem Nordwesteck auf dem Hitzberg. Dazwischen grenzt im Westen das Einzugsgebiet der bedeutenderen Fischach an. Im Norden konkurriert der Riedbach über seinen rechten Zufluss Ernsbach sowie weiter östlich der sich vor den Riedbach schiebende, kurze und ganz verrohrte kurze Ebbach. Im Süden verläuft die Wasserscheide zum Dietelsbach, der wie auch der Riedbach und der Ebbach in schießbachparallelem Lauf zur Bühler zieht.
Etwa 30 % des Einzugsgebietes sind Wald, der das sich trichterförmig nach Osten öffnende Tal des linken Oberlaufes (Frauenklinge) und die dieses im Norden und Süden begleitenden, ostwärts auslaufenden Hochflächenzungen von Hitzberg und Hohem Stück und ihre Hänge einnimmt. Der größere Teil des restlichen Einzugsgebietes liegt schon im Nahbereich des Dorfes Obersontheim mitsamt seiner südwestlichen Industrie- und Gewerbezone.
Am Ufer des Schießbachs liegt das Dorf Obersontheim, am Nordrand des Einzugsgebietes eben noch das zugehörige Einzelhaus Gipshütte.

## Geologie
Die feuchte Kuhle noch oberhalb der offiziellen Quelle liegt im Unteren Gipskeuper (Grabfeld-Formation), dasselbe galt für eine ehemalige plombierte Einbruchsdoline von rund 20 Ar Fläche nordwestlich des Teichs im Birngründle, die heute verfüllt ist. Die Quelle liegt an der Grenze zwischen Gipskeuper und Lettenkeuper (Unterer Keuper), in dem der Lauf dann fast bis zur Mündung verbleibt. Der Teich in der Frauenklinge, dem der längere linke Quellast entfließt, liegt hoch im Gipskeuper, an seiner Straßenunterquerung erreicht dieser Ast den Lettenkeuper. Hitzberg und Hohes Stück beidseits der Frauenklinge liegen halb bzw. ganz im Einzugsgebiet, ihre ebenen Hochflächen sind von den Estherienschichten des oberen Gipskeupers gebildet.

## Landschaft und Natur
Der Schießbach entsteht in einem Flachland, das oberhalb der Quelle von flachen und abgerundeten Hügelzügen wirr gerahmt und durchzogen ist, mit vielen ebenen und oft feuchten Wiesen, deren genaue Entwässerungsrichtung in der Landschaft teilweise unklar bleibt. Schon gleich nach Unterqueren des Landesstraßenkreisels verläuft der Bach in von jüngeren Gewerbe-, Industrie- und Handelsbauten geprägter Umgebung, der sich die etwa 500 m lange Schrebergartenzone anschließt, in welcher er erst sein Tal ausbildet. Im Dorf ist er dann fast überall unsichtbar, auf der Sohle seiner gut ausgeprägten Bachmulde verläuft längstenteils die Bachstraße. Anfang des 20. Jahrhunderts war dort der Lauf noch offen.
Der linke Ast hat im Wald in der Frauenklinge ein Miniatur-Mäandertal mit kleinen Sandbänken und Altarmen ausgebildet.

### Schutzgebiete
Der am Übergang des linken Astes von der Frauenklinge ins Birngründle gelegene Teich, erst in den 1970er oder 1980er Jahren als Ausgleichsmaßnahme für die Aufschüttung eines Feuchtgebietes in der erwähnten Einbruchsdoline angestaut, ist heute flächenhaftes Naturdenkmal. Ebenso das südlich davon gelegene kleine Waldstück samt angrenzendem kleinen Sumpf und eine Sukzessionsfläche am Südhang des Hohen Stücks mit drei Eichen, die am alten Waldrand standen.
Unter Waldbiotopschutz stehen der Weiher in der Frauenklinge und ein Magerrasen am südöstlichen Hitzberg nahe der Gipshütte sowie eine Feldhecke an der L 1060 östlich davon. Südwestlich der Magerrasenfläche grenzt ein großes Feldgebüsch an den Waldrand.
Im Freiland sind an Biotopen, außer einigen straßenbegleitenden Feldhecken, auch einige Feuchtgebiete geschützt: Die schon genannte feuchte Kuhle oberhalb der Quelle, eine Nasswiese im Birngründle unterhalb des Waldrand-Teichs, der schon erwähnte kleine Sumpf dort, ein Röhricht links des Laufs in den Stockäckern, das in der Natur durch Straßenbau recht gelitten hat, dazu sämtliche naturnahen Abschnitte des Schießbachs selbst von der Quelle bis zum Siedlungsrand Obersontheims am Friedhof sowie seines linken Zulaufs im östlichen Birngründle.

### LUBW
Amtliche Online-Gewässerkarte mit passendem Ausschnitt und den hier benutzten Layern: Schießbach mit Einzugsgebiet

Allgemeiner Einstieg ohne Voreinstellungen und Layer: Daten- und Kartendienst der Landesanstalt für Umwelt Baden-Württemberg (LUBW) (Hinweise)
1. 1 2 3  Höhe nach dem Höhenlinienbild auf dem Hintergrundlayer Topographische Karte.
2. ↑  Länge nach dem Layer Gewässernetz (AWGN).
3. 1 2  Länge abgemessen auf dem Hintergrundlayer Topographische Karte.
4. ↑  Einzugsgebiet abgemessen auf dem Hintergrundlayer Topographische Karte.
5. 1 2  Höhe nach schwarzer Beschriftung auf dem Hintergrundlayer Topographische Karte.

### Andere Belege
1. ↑  Modellierte Werte nach Abfluss-BW Gewässerknoten MQ/MNQ
2. ↑  Eigene Beobachtung.
3. ↑  Nach Auskunft eines angetroffenen Gemeindebediensteten.
4. ↑  Wolf-Dieter Sick: Geographische Landesaufnahme: Die naturräumlichen Einheiten auf Blatt 162 Rothenburg o. d. Tauber. Bundesanstalt für Landeskunde, Bad Godesberg 1962. → Online-Karte (PDF; 4,7 MB)
5. ↑  Geologie nach der unter → Literatur aufgeführten geologischen Karte. Einen gröberen Überblick verschafft auch: Mapserver des Landesamtes für Geologie, Rohstoffe und Bergbau (LGRB) (Hinweise)
6. ↑  Schutzgebiete nach LUBW-SCHUTZ.